# Pavel Flere
Pavel Flere, slovenski pedagoški in mladinski pisec, organizator šolstva, kritik, * 25. januar 1883, Ljubljana, † 14. oktober 1963, Ljubljana. 
Bil je med prvimi, ki si je organizacijsko  in publicistično prizadeval za uveljavitev pedagoško ustreznejše delovne šole in za izboljšanje izobraževanje učiteljstva.

## Življenje
Pavel Flere se je rodil 25. januarja leta 1883 v Ljubljani očetu Francu in materi Mariji (rojena Vidmar). Končal je gimnazijo (opravil je pet gimnazijskih razredov), nato učiteljišče v Ljubljani. Leta 1908 je opravil sadjarsko-vinarski tečaj v Mariboru. Po opravljenem učiteljišču je bil najprej učitelj v Ljubljani, kasneje na učiteljski akademiji v Gradcu in Štajerskem. Poučeval je tudi pri Svetem Marku pri Ptuju, Svetem Lovrencu v Slovenskih goricah, Svetemu Štefanu pri Šmarju pri Jelšah in v Letušu v Savinjski dolini. Leta 1919 je postal okrožni šolski nadzornik na Ptuju. V letih 1924 in 1939 je bil referent za osnovno šolo na ministrstvu za prosveto v Beogradu.

## Delovanje na področju pedagogike
Uveljavil se je kot uspešen pedagog in pedagoški pisatelj. Svoje članke je objavljal v časopisih Popotnik in Učiteljski tovariš. Od leta 1916 je bil sourednik Popotnika, v letih 1919−1928 pa njegov urednik. V Popotniku in Učiteljskem tovarišu najdemo mnogo njegovih člankov, v katerih je govoril o spremembah na področju slovenskega narodnega šolstva, bodoče vzgoje, o smernicah za pouk zemljepisa in zgodovine, o moralno pedagoških poskusih in uspehih, enotni šoli. Znan je kot pomemben sestavljalec osnovnošolskih čitank in ocenjevalec  učbenikov, ter mladinskih leposlovnih del. Deloval je tudi pri sestavi učnih načrtov in bil eden najbolj iniciativnih učiteljev, ki so se potegovali za zakonito ureditev učiteljske izobrazbe in za ustanovitev višje pedagoške šole. Sodeloval je v slovenskih in hrvaških učiteljskih društvih, predaval, pisal o šolnikih. Hrvaški pedagoško književni zbor ga je leta 1922 imenoval za častnega člana. Svoje tovariše je seznanjal s smernicami in načeli domačega jugoslovanskega šolskega vprašanja in poročal o stanju in napredku šolstva v raznih evropskih državah. Za potrebe šolske reforme je po prvi svetovni vojni, leta 1919 z E. Ganglom sestavil Načrt preustrojitve šolstva in narodne vzgoje. Leta 1929 je sodeloval je tudi pri sestavi Zakona o narodnih šolah.

## Delovanje na področju mladinske književnosti
Uveljavil se je tudi kot mladinski pisatelj. Bil je sourednik zbirke Slovenski pesniki in pisatelji za mladino. Z učiteljskim prijateljem Erjavcem je izdal veliko knjig slovenskih klasikov v priredbi za otroke. Bil je sourednik Zvončka in drugih mladinskih listov. Napisal je tudi abecednik za najmlajše z naslovom Naša prva knjiga , ki pomeni prelomnico v začetnem bralno-pisalnem pouku.

### Članki
Kot samostojen avtor
- Otto Hauser, Die Lyrik des Auslands seit 1800, Ljubljanski zvon, 1916
- Šolske oblasti Učiteljski tovariš, 1924
- Pripombe glede samoizobraževalne akcije, Učiteljski tovariš, 1928
- Vladni načrt o reformi učiteljišč in naše stališče napram njemu, Učiteljski tovariš, 1918
- Razpisi služb, Učiteljski tovariš, 1921
- Enotni in okvirni šolski zakon, Učiteljski tovariš, 1922
- Razpis nadučiteljskih in učiteljskih služb, Učiteljski tovariš, 1923
- Stališče k zadnjemu načrtu šolskega zakona, Učiteljski tovariš, 1922
- M.J. Nerat, Učiteljski tovariš, 1915
- Nekaj o učiteljskih društvih, Učiteljski tovariš, 1917
- Enotna šola, Učiteljski tovariš, 1917
- Anketa o mladinskem tisku, Učiteljski tovariš, 1934
- Še nekaj o učitelskih upokojitvah, Učiteljski tovariš, 1924
- Načrt preustrojitve našega šolstva, Učiteljski tovariš, 1917
- Pojasnilo, Učiteljski tovariš, 1918

Kot soavtor in prireditelj
- Janko Kersnik; Izbrani spisi za mladino., Ljubljanski zvon, 1924
- Vladni načrt o reformi učiteljišč in naše stališče napram njemu, Učiteljski tovariš, 1918
- Anketa o mladinskem tisku, Učiteljski tovariš, 1934
- Ideja samoizobrazbe, Učiteljski tovariš, 1928
- Anketa o mladinskem tisku, Učiteljski tovariš, 1934
- K članku "Še nekaj o naših društvih", Učiteljski tovariš, 1917
- Splošne vesti, Učiteljski tovariš, 1926
- Pavel Flere v Abrahamovem naročju, Učiteljski tovariš,  1933
- Simon Jenko: Izbrani spisi za mladino, Dom in svet, 1924
- Slovenski pesniki in pisatelji, Dom in svet, 1926

Čitanke
- Za vse leto, 1924
- Po domačih krajih, 1939
- Lepa naša domovina, 1940

### Mladinska dela
Udejstvoval se je tudi kot mladinski pisec. Za mladino je zbral in priredil:
Proza
- Slike iz živalstva, 1924
- Babica pripoveduje, pravljice, 1913
- Spomini iz mladih dni, 1909

Poezija
- Pripovedne slovenske narodne pesmi, 1924